# Jürgen Rißmann

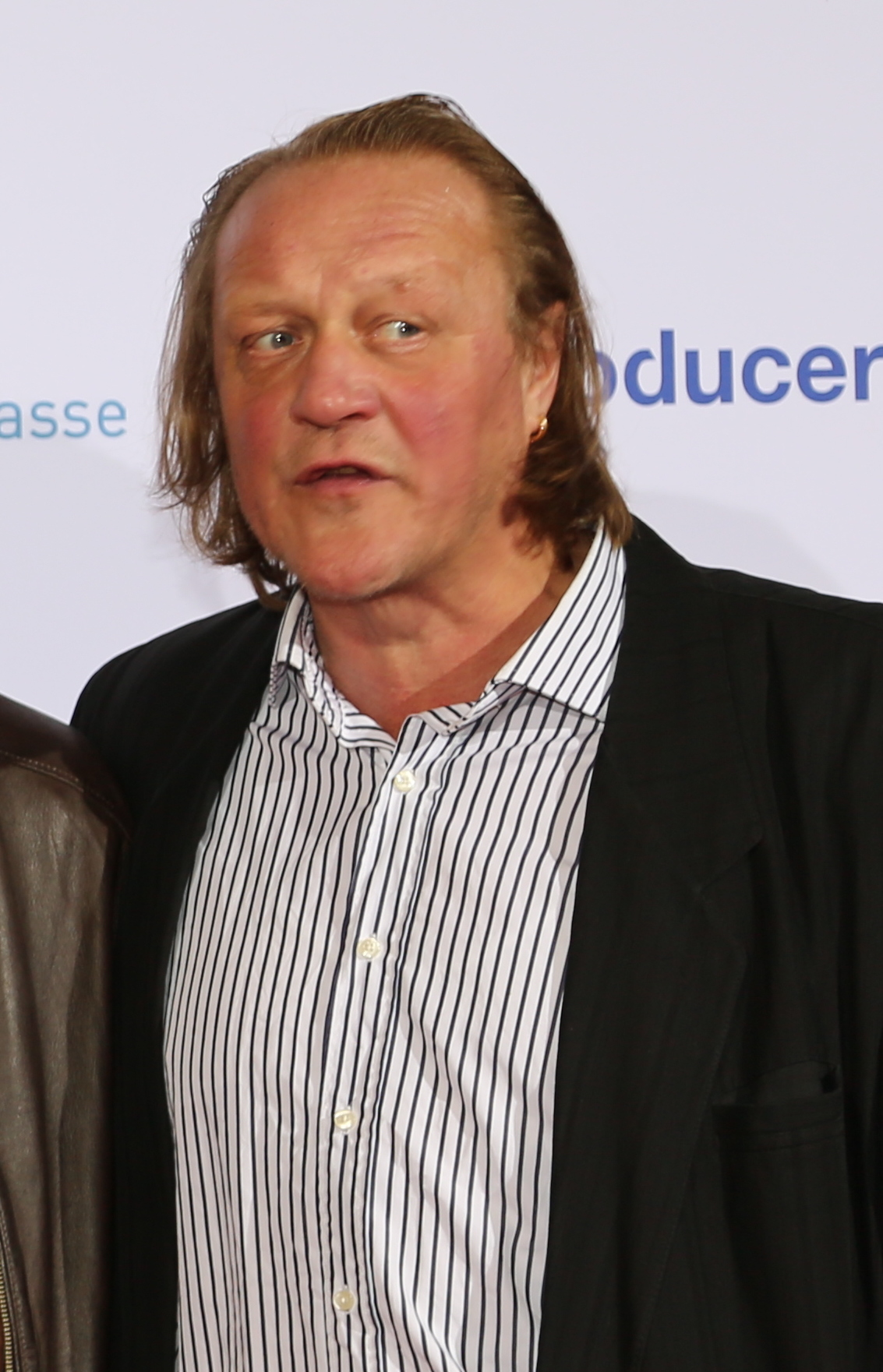
Jürgen Rißmann (2017)

Jürgen Rißmann (* 14. Oktober 1963 in Koblenz) ist ein deutscher Film- und TV-Schauspieler. Derzeit lebt er in Köln.

## Leben
Nach seiner Geburt und Schulausbildung in Koblenz lebte und arbeitete Jürgen Rißmann zunächst in Hamburg. Neben der Theaterschauspielerei begann er in der Hansestadt auch sein Engagement als Sänger in verschiedenen A-cappella-Gruppen. Als Bass / Bariton tourte er mit den Gib-8! und dem Groove Chor durch Europa. Später schloss er sich in Köln der A-cappella-Formation Choirblax für 3 Jahre an. Neben diversen Nebenrollen in deutschen Krimis beispielsweise Tatort, SOKO Köln, Wilsberg und diversen TV-Produktionen wurde er als Beamter Joachim Witte vom Ordnungsamt in der Real-Comedy-Doku Alles in Ordnung – Mit dem Wahnsinn auf Streife von Pro7 bekannt. 2006 spielte er in dem Kinofilm Lieben, 2007 in der Parodie Ein Fall für KBBG mit. In der Fernsehserie Stromberg hatte er einen Gastauftritt als Hausmeister. 2010 spielte er in Snowman’s Land seine erste Hauptrolle in einem Kinofilm.

## Filmografie
- 2004–2018: Alarm für Cobra 11 – Die Autobahnpolizei (Fernsehserie, verschiedene Rollen, 4 Folgen)
- 2005: Tatort: Erfroren (Fernsehreihe)
- 2006–2007: Alles in Ordnung – Mit dem Wahnsinn auf Streife (Fernsehserie, 16 Folgen)
- 2007: Der Kriminalist (Fernsehserie, Folge Freier Fall)
- 2007, 2011: Der Staatsanwalt (Fernsehserie, verschiedene Rollen, 2 Folgen)
- 2007–2011: Stromberg (Fernsehserie, verschiedene Rollen, 3 Folgen)
- 2007: Ein Fall für KBBG (Kurzfilm)
- 2008: Post Mortem – Beweise sind unsterblich (Fernsehserie, Folge Körperteile)
- 2008: Wilsberg: Royal Flush (Fernsehreihe)
- 2008: Einsatz in Hamburg – Ein sauberer Mord (Fernsehreihe)
- 2008: SOKO Leipzig (Fernsehserie, Folge Harte Hand)
- 2008: Tod in der Eifel (Fernsehfilm)
- 2008: Die Schimmelreiter
- 2008: Buddenbrooks
- 2008: Krupp – Eine deutsche Familie (Fernsehdreiteiler, 2 Folgen)
- 2008: 12 Winter (Fernsehfilm)
- 2008: Tatort: Müll
- 2009: Die Liebe der Kinder
- 2009: Maria, ihm schmeckt’s nicht!
- 2009: This is Love
- 2009: Pastewka (Fernsehserie, Folge Das Experiment)
- 2009, 2014: Mord mit Aussicht (Fernsehserie, verschiedene Rollen, 2 Folgen)
- 2009: Ganz nah bei Dir
- 2010: Snowman’s Land
- 2010: Danni Lowinski (Fernsehserie, Folge Klotz am Bein)
- 2010: Nachtschicht – Das tote Mädchen (Fernsehreihe)
- 2010: Tatort: Der Fluch der Mumie
- 2010: Das Glück kommt unverhofft (Fernsehfilm)
- 2011: Tatort: Keine Polizei
- 2011: Holger sacht nix
- 2011: Tatort: Das Dorf
- 2011: Die Könige der Straße (Kurzfilm)
- 2011–2012: Heiter bis tödlich: Henker & Richter (Fernsehserie, 10 Folgen)
- 2012: Tatort: Die schöne Mona ist tot
- 2012: Tatort: Im Namen des Vaters
- 2012: Sams im Glück
- 2012: Zwei Leben
- 2012: Fraktus
- 2013: Tatort: Wer das Schweigen bricht
- 2013: SOKO Wismar (Fernsehserie, Folge Stummer Zeuge)
- 2013: Heiter bis tödlich: Zwischen den Zeilen (Fernsehserie, Folge Beschwingte Swinger)
- 2013: Die letzte Fahrt (Fernsehfilm)
- 2013: Tatort: Der Eskimo
- 2014: Nicht mein Tag
- 2014: Vergiss mein Ich
- 2014: Morden im Norden (Fernsehserie, Folge Süße Rache)
- 2014: Frauchen und die Deiwelsmilch (Fernsehfilm)
- 2014: Friesland: Mörderische Gezeiten (Fernsehreihe)
- 2014: Brezeln für den Pott (Fernsehfilm)
- 2014: Tatort: Mord ist die beste Medizin
- 2004, 2018: Ein Fall für zwei (Fernsehserie, verschiedene Rollen, 2 Folgen)
- 2015: Heldt (Fernsehserie, Folge Bis zum letzten Tropfen)
- 2015: Tatort: Roomservice
- 2015: Das Kloster bleibt im Dorf
- 2016: Der Bulle und das Landei (Fernsehserie, Folge Goldrausch)
- 2016: Nur nicht aufregen! (Fernsehfilm)
- 2017: Helen Dorn: Gnadenlos (Fernsehreihe)
- 2017: Jürgen – Heute wird gelebt (Fernsehfilm)
- 2017, 2018: Kroymann (Fernsehserie, 2 Folgen)
- 2018: Carneval – Der Clown bringt den Tod (Fernsehfilm)
- 2019: Merz gegen Merz (Fernsehserie, Folge Der Pärchenabend)
- 2019: Nachtschwestern (Fernsehserie, 4 Folgen)
- 2019: Tatort: Angriff auf Wache 08
- 2020: Nord bei Nordwest – Dinge des Lebens (Fernsehreihe)
- 2023: Eher fliegen hier UFOs (Fernsehfilm)